# La Chaize-Giraud
La Chaize-Giraud é uma comuna francesa na região administrativa da Pays de la Loire, no departamento de Vendéia. Estende-se por uma área de 2,71 km². Em 2010 a comuna tinha 1 090 habitantes (densidade: 402,2 hab./km²).